# Karin Enström

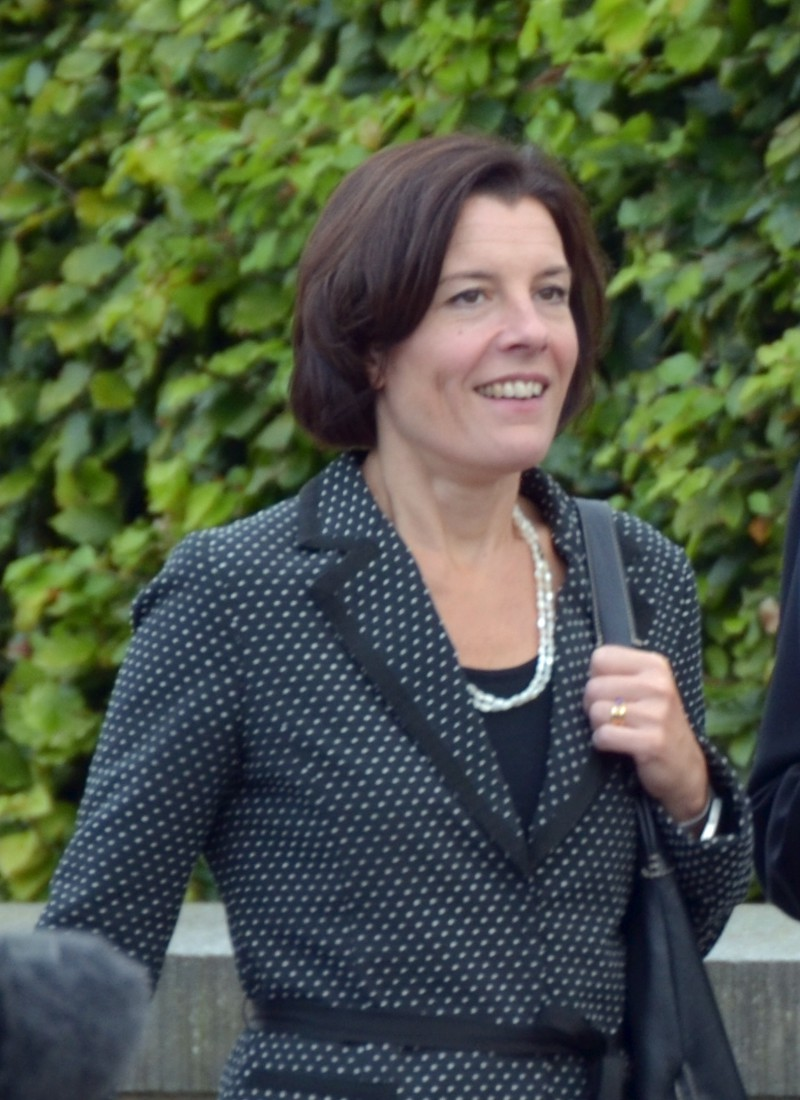
Verteidigungsministerin Karin Enström (2012)

Karin Märta Elisabeth Enström, geborene Landerholm (* 23. März 1966 in Uppsala) ist eine schwedische Politikerin und Berufsoffizierin.

## Lebenslauf

### Militärischer Werdegang
Karin Enström kam 1966 als Karin Märta Elisabeth Landerholm zur Welt. Nach der obligatorischen Schule ging sie direkt zum Schwedischen Militär und absolvierte von 1985 bis 1987 die Ausbildung zur Offizierin der Marine in Karlskrona. Außerdem absolvierte sie an der Krigshögskolan der Marine 1988 den allmänna kurs (dt. Grundkurs) und 1993 den högre kurs (dt. Höheren Kurs). Von 1987 bis 1998 gehörte sie der in Vaxholm stationierten Einheit KA1/Amf1 der schwedischen Marine an.

### Politischer Werdegang
Von 1991 bis 1992 war Karin Enström Generalsekretärin des Moderata ungdomsförbundet, des Jugendverbands der Moderata samlingspartiet und arbeitete von 1993 bis 1994 als Expertin im Industrieministerium. Ab 1998 war sie Abgeordnete im schwedischen Reichstag und dabei zwischen 1998 und 2000 respektive zwischen 1998 und 2010  stellvertretendes Mitglied des Verfassungsausschusses beziehungsweise des Ausschusses für auswärtige Angelegenheiten. Weiter war sie zwischen 2000 und 2002 Ersatzmitglied des Justizausschusses und zwischen 2000 und 2006 des Ausschusses für Sozialfragen. Ab 2002 war Enström Mitglied des Verteidigungsausschusses, ab 2008 zudem dessen Vorsitzende. Ab 2010 war sie zudem Mitglied der Kriegsdelegation Schwedens, Mitglied des Beirates des Außendepartements, Vorsitzende der Parlamentarischen Delegation in der Parlamentarischen Versammlung der NATO und Vorsitzende des Ausschusses für auswärtige Angelegenheiten. Weiter war sie von 2002 bis 2006 und 2010 bis 2012 Vorsitzende des Stadtrates von Vaxholm. Am 19. April 2012 wurde sie zur Nachfolgerin von dem nach einem Skandal zurückgetretenen Verteidigungsminister Sten Tolgfors in der Regierung Fredrik Reinfeldt ernannt.